# Binance
Binance — крупный онлайн-сервис обмена цифровых валют, блокчейн-система и поставщик инфраструктуры для криптовалютной отрасли с комплексом продуктов, среди которых — торговля цифровыми активами, инвестиции, децентрализация и инфраструктурные решения, исследования, образование и другие направления.

## История
Сервис обмена криптовалют Binance был основан в 2017 году и со временем стал блокчейн-компанией, предоставляющей спектр услуг.
Первым главой Binance стал основатель компании Чанпэн Чжао (Changpeng Zhao) — более известный в криптосообществе как CZ. Он долгое время занимался разработкой программного обеспечения для торговли фьючерсами на Уолл-стрит.
В 2005 году Чжао покинул пост главы команды по исследованию и развитию Bloomberg Tradebook Futures и переехал в Шанхай, где основал компанию Fusion Systems. После того, как он познакомился с биткойном, работал в Blockchain.info в качестве директора по технологиям и в других проектах.
В 2017 году в рамках ICO Binance было привлечено около 15 млн долларов. На первом этапе число зарегистрированных пользователей превысило 20 тыс. человек.
В январе 2018 года Binance вышла на первое место в мире среди криптовалютных сервисов обмена по объёму торгов, а Чанпэн Чжао попал на обложку журнала «Forbes».
По итогам 2020 года Binance объявила о среднем дневном обороте 3,88 млрд долларов США:
В январе 2022 года в российском представительстве Binance должность GR-директора заняла Ольга Гончарова, а пост директора — Владимир Смеркис.
21 апреля 2022 Binance сообщила о запрете на участие в торгах пользователям из России, размер депозита которых превышает отметку в 10 000 евро.
8 ноября 2022 года Binance заявила, что планирует приобрести своего конкурента, компанию FTX, однако уже 10 ноября сообщили об отказе от покупки.
В середине декабря инвесторы вывели из Binance, на фоне тревог на криптовалютном рынке после падения криптобиржи FTX, свыше 1 млрд долл. за один день.
В марте 2023 года в связи с десятым пакетом антироссийских санкций Евросоюза Binance закрыла для россиян возможность покупать евро и доллары через свой P2P-сервис. Гражданам Евросоюза в свою очередь было запрещено покупать рубли с помощью P2P-сервиса Binance.
27 марта 2023 года Комиссия по торговле товарными фьючерсами подала иск против Binance и Чанпэн Чжао в Окружной суд США Северного округа штата Иллинойс, утверждая, что они умышленно уклоняются от законодательства США и нарушают правила деривативов. Агентство обвинило Binance в нарушении правил, направленных на предотвращение операций по отмыванию денег, указав на внутренние сообщения, описывающие операции палестинской боевой организации ХАМАС.
27 августа 2023 года запретила пользователям из России все виды операций с любыми валютами, кроме российского рубля. На следующий день, газета The Wall Street Journal сообщила, что Binance рассматривает вопрос ухода с российского рынка.
В октябре 2023 года, после нападения ХАМАСа на Израиль, сенатор США Синтия Ламмис и представитель США Френч Хилл заявили, что Binance и Tether являются источником финансирования терроризма, призвали Министерство юстиции США принять к ним жёсткие меры.
В ноябре 2023 года руководство Binance признало вину компании в нарушении правил борьбы с отмыванием средств и нарушении ряда американских санкций, компания согласилась выплатить несколько штрафов на общую сумму в 4,3 млрд долларов США. Кроме того, 21 ноября 2023 года основатель Binance Чанпэн Чжао признал себя виновным в нарушении закона США о банковской тайне, согласился лично выплатить штраф в размере 50 млн долларов США и покинул пост главы Binance. Всё это стало частью сделки компании с американскими властями. В обмен Binance продолжит свою работу в США, а Чанпэн Чжао сохранит контрольный пакет акций в Binance, при этом он не сможет больше занимать управляющие должности и делать публичные заявления от лица компании. Новым главой Binance в тот же день был назначен бывший глава региональных рынков Ричард Тенг.

## Лицензирование
В 2022 году GR-директор Binance заявил, что компания получила 15 лицензий и регистраций во Франции, Испании, Новой Зеландии, Австралии, ОАЭ и других странах мира.
При этом Binance не единое юридическое лицо, а является совокупностью большого количества национальных компаний, каждая из которых действует только на ограниченной территории и несёт обособленную ответственность. Для отдельных компаний в разных странах действуют разные юридические нормы, они получаются разные лицензии, большинство из которых предусматривает предоставление услуг по хранению, торговле и обмену цифровыми активами. Но по состоянию на декабрь 2022 года ни в одной из стран у подразделений Binance нет лицензии на биржевую деятельность.
21 февраля 2020 года Управление финансовых услуг Мальты (MFSA) опубликовало публичное заявление, в котором опровергло сообщения в СМИ, якобы Binance «криптовалютная компания, базирующаяся на Мальте». В заявлении указывалось, что Binance не имеет разрешения от MFSA работать в сфере криптовалют.

## Торговля
На Binance доступны четыре вида торговли: спотовая, маржинальная, фьючерсная и P2P.

### Спотовая
На спотовом рынке финансовые инструменты торгуются с так называемой «немедленной поставкой». Поставка в данном контексте означает немедленный обмен активами. На Binance доступны операции с более чем 1200 торговыми парами, включая фиатные валюты.

### Маржинальная
Маржинальная торговля предполагает, что трейдер обязательно «закроет сделку», то есть выполнит парную контроперацию относительно «открывающей» сделки — если первой была покупка биткойнов за рубли, то через некоторое время обязательно будет продажа всех купленных биткойнов за рубли одной сделкой или по частям, но не оплата купленными биткойнами неких товаров или перевод их на другую площадку обмена. При этом трейдер может производить операции на суммы, многократно превышающие его реальные средства (использовать кредитное плечо).

### Фьючерсы
С сентября 2019 года для шести криптовалют (Bitcoin, Ethereum, Litecoin, Ripple, Bitcoin Cash и EOS) появилась возможность торговать фьючерсными контрактами. Для каждого инструмента применяется свой размер кредитного плеча: для биткоина — до 125, для альткойнов — до 75.

### P2P
На Binance P2P можно покупать и продавать криптовалюту и использовать более 150 способов оплаты, включая банковский перевод, наличные, PayPal, M-Pesa и различные электронные кошельки.

## Верификация
- Верификация на Binance не является обязательной, если вывод в сутки не превышает .06 биткойнов и пользователь не работает с фиатными валютами.
- Для верифицированных пользователей суточный лимит вывода составляет 100 BTC.

## Перечень сервисов Binance
- Binance Chain — публичный блокчейн с мгновенными транзакциями, разработанный совместно с сообществом разработчиков со всего мира[38].
- Binance Smart Chain (BSC) — блокчейн, работающий параллельно с Binance Chain, но независим от него и отличается функциональностью смарт-контрактов и совместимостью с виртуальной машиной Ethereum (EVM), что позволяет поддерживать множество инструментов Ethereum и DApps. Разработчики и пользователи могут переносить проекты с Ethereum (например, можно легко настроить такие приложения, как MetaMask)[39].
- Binance DEX — децентрализованный сервис обмена криптовалют с распределённой сетью нод, на которой пользователи получают возможность хранить свои приватные ключи и управлять своим кошельком[40].
- Binance Labs — фонд развития инфраструктуры Binance[41]. Фонд инвестирует и помогает блокчейн-стартапам.
- Binance Launchpad — платформа для продажи токенов. Проекты, принятые к запуску, имеют иметь доступ к ресурсам и поддержке со стороны всей системы Binance[42][43].
- Binance X — инициатива для содействия инновациям, помогает разработчикам работать вместе и изучать как строить решения для Binance, включая публичный блокчейн Binance Chain, Binance.com API, Trust Wallet Core SDK и благотворительную платформу Binance Charity[44].
- Binance Cloud — решение «под ключ» для желающих запустить свою площадку для обмена ЦФА. Применяя технологии Binance, системы безопасности и ликвидность, Binance Cloud обеспечивает полную торговую инфраструктуру[45].
- Binance Info — платформа для агрегирования информации, в которой собраны официальные документы по проектам, отраслевые новости, рыночные данные, а также независимые рейтинги и отчёты по криптоактивам.
- Binance Academy — учебный центр с открытым доступом, предоставляющий универсальную библиотеку ресурсов для обучения блокчейну и криптовалюте[46].
- Binance Charity Foundation — некоммерческая организация, целью которой является достижение устойчивого развития во всём мире при помощи использования возможностей технологии блокчейн[47].
- Binance Research — предоставляет криптоинвесторам и всем интересующимся криптовалютой профессиональные аналитические данные[48].

### Binance NFT-маркетплейс
В июне 2021 года был запущен собственный NFT-маркетплейс. Маркетплейс Binance NFT — это торговая площадка, на которой представлены цифровые произведения искусства и коллекционные предметы.
В России одними из первых художников и артистов, которые представили свои работы на платформе, стали художники Покрас Лампас, Миша Most, Эдуард Михайлов, Никита Реплянский, Евгений Зубков, Brickspacer, #FollowMeTo — travel-проект Мурада и Натальи Османн, группа Мумий Тролль и музыкальный исполнитель Элджей.
В августе 2021 года Государственный Эрмитаж объявил о сотрудничестве с Binance NFT в рамках создания и выпуска токенизированных произведений из собрания музея.